# Teoría de la firma basada en conocimiento
La teoría de la empresa basada en el conocimiento considera al conocimiento como el recurso de mayor importancia estratégica de una empresa.

## Concepto
Sus defensores sostienen que debido a que los recursos basados en los conocimientos suelen ser difíciles de imitar y socialmente complejos, bases heterogéneas de conocimientos y capacidades entre las empresas son los principales determinantes de la ventaja competitiva sostenible y el rendimiento superior de la empresa.
Este conocimiento es integrado y llevado a través de varias entidades como la cultura organizacional, la identidad, las políticas, las rutinas, documentos, sistemas y empleados. Procedentes de la bibliografía sobre gestión estratégica, esta perspectiva se basa y extiende el punto de vista basado en los recursos de la empresa (“RBV” por las siglas en inglés de Resource-based view) inicialmente promovida por Penrose (1959) y luego expandida por otros académicos como Wernerfelt 1984, Barney 1991, y Conner, 1991.
Aunque el punto de vista “basado en los recursos de la empresa” reconoce la importancia de los conocimientos en las empresas que logran una ventaja competitiva, los defensores de la visión basada en el conocimiento sostienen que la perspectiva basada en los recursos no son suficientes. En concreto, la “RBV” trata al conocimiento como un recurso genérico, en lugar de tener características especiales. Por lo tanto, no distingue entre diferentes tipos de capacidades basadas en el conocimiento.
Las tecnologías de la información puede jugar un papel importante en la visión basada en el conocimiento de la empresa en la que los sistemas de información se utilizan para sintetizar, mejorar y acelerar a gran escala la gestión del conocimiento intra-e inter-empresa (Alavi y Leidner 2001).
La teoría basada en el conocimiento de la empresa constituye en realidad una teoría ha sido objeto de considerable debate. Académicos como Foss (1996) y Phelan y Lewin (2000).
De acuerdo con un notable defensor de la vista basada en el conocimiento de la empresa (RBV), "El conocimiento emergente visión de la empresa no es una teoría de la empresa en un sentido formal"
Hay poco material en español que destacar, pero existen algunas excepciones.